# 紀伊続風土記
紀伊続風土記（きいぞくふどき、きいしょくふどき）は、紀州藩が編纂した地誌。

## 解題
紀伊続風土記は、江戸幕府の命を受けた紀州藩が、文化3年（1806年）8月、藩士で儒学者の仁井田好古を総裁とし、仁井田長群・本居内遠・加納諸平・畔田翠山らに編纂させた紀伊国の地誌である。編纂開始から3年後には紀北4郡の調査を終えたが、文化5年（1808年）から文化8年（1811年）にかけての仁井田の離任により編纂が中断するなど、種々の困難に見舞われた（『南紀徳川史』）。編纂作業は文政13年（1831年）に再開し、それから8年後の天保10年（1839年）、33年の歳月を要して完成した。編纂にあたっては、編纂者たちが国中を余さず調査したという。
本編97巻（神社考定2巻を含む）のほか、「高野山之部」81巻、附録の古文書編17巻、全195巻からなる。内容は、第1巻から第3巻で提綱を述べた後、総論、古風土記逸文、国造、国司、守護、国主、制度、神社仏寺総論、若山（和歌山城下町）、名草郡、海部郡、那賀郡、伊都郡、在田郡、日高郡、牟婁郡の順に各地について記述している。各郡の記述では、郡ごとの総論から始めて、古郷名・村名を考定し、村々の各論は荘ごとにまとめて扱う。各論での記述は詳細であり、田畑石高、人口、自然地理、水利、社寺・城跡などの旧跡、時には村の創始から来歴・物産をまで説き及ぶ。なかでも高野山之部における高野山とその寺領の記述は特に詳細である。
村によって精粗の別はあるとはいえ、近世紀州藩の情勢を知る上で欠かせない基礎史料であり、紀州の近世農村史料を採訪すると、今日もなお紀伊続風土記に収載されたものがしばしば発見される。近世に編纂された同種の文書は日本全国に多数あるが、それらの中でもとりわけ秀逸なものの一つである。

## 翻刻書誌
紀伊続風土記は1910年（明治43年）から1911年（明治44年）にかけて和歌山県神職取締所より翻刻が刊行された。その後何度か複製本が刊行されている。
- 和歌山県神職取締所[1910～1911]、帝国地方行政学会出版部
  - 第1輯 - 提鋼、若山、名草、海部、那賀
  - 第2輯 - 伊都、在田、日高、牟婁
  - 第3輯 - 牟婁、物産、古文書、神社考定
  - 第4輯 - 高野山部上
  - 第5輯 - 高野山部下
- 歴史図書社、1970 - 和歌山県神職取締所[1910-11]の複製本
- 臨川書店、1990 - 和歌山県神職取締所[1910-11]の複製本